# Benátky (Pardubice)
Benátky é uma comuna checa localizada na região de Pardubice, distrito de Svitavy.